# No.5 Понекад ноћу док град спава
No.5 Понекад ноћу док град спава је пети југословенски албум сарајевске групе Валентино.
Ово је први албум који је именован, а снимљен је у студију „Rockoko” октобра 1989. године, а крајем децембра албум се нашао у продаји. Као и ранијих година, комплетан аутор је био Зијо Ризванбеговић, а први пут је са групом сарађивао продуцент Жељко Бродарић Јапа.
Првим синглом „Зима '90.” плоча је наишла на позитиван одјек код публика, што ће наставити песма „Срце дам” као и баладе „Причај ми о њој”, „Довиђења, довиђења” и насловна нумера.
Група Валентино учествовала  је 1991. године на фестивалу МЕСАМ у Београду са песмом „Када струје нестане”, што је требало да буде најава за нови албум, али су ратна збивања утицала на престанак рада бенда.

## Валентино
- Зијо Ризванбеговић (гитара)
- Гого Прусина (вокал)
- Емир Чолаковић (бас)
- Зоран Петровић (гитара)
- Денис Хабул (бубњеви)
- Самир Шестан (клавијатуре)
- Амила и Леила „Вреле усне” (пратећи вокали)

## Списак песама
1. Зима '90.
2. Шкорпија
3. Срце дам
4. Моје зјенице у твојим очима
5. Понекад ноћу док град спава
6. Само Бог зна
7. Ријечи ноћи пишеш
8. Причај ми о њој
9. Довиђења, довиђења
10. Понекад ноћу док град спава (инструментал)

Све песме: Зијо Ризванбеговић